# Perilampus politifrons
Perilampus politifrons is een vliesvleugelig insect uit de familie Perilampidae. De wetenschappelijke naam is voor het eerst geldig gepubliceerd in 1894 door Howard.